# Charlie Lee
Pour les articles homonymes, voir Lee.
Charlie Lee est un footballeur anglais, né le 5 janvier 1987 à Whitechapel.

## Clubs
- 2003-2007 :  Tottenham B
  - nov. 2006-jan. 2007 :  Millwall (prêt)
- 2007-2011 :  Peterborough United
  - nov. 2010-déc. 2010 :  Gillingham (prêt[1])
- depuis 2011 :  Gillingham[2]

## Palmarès
- Gillingham FC:
  - League Two: Champion en 2013
- Leyton Orient:
  - National League: Champion en 2019[3],[4]